# Ellipteroides stenomerus
Ellipteroides stenomerus är en tvåvingeart som först beskrevs av Alexander 1968.  Ellipteroides stenomerus ingår i släktet Ellipteroides och familjen småharkrankar. Inga underarter finns listade i Catalogue of Life.